# Марьевка (Павлоградский район)
Ма́рьевка (укр. Мар'ївка) — село в Павлоградском районе Днепропетровской области Украины.
Код КОАТУУ — 1223587005. Население по переписи 2001 года составляло 350 человек.

## Географическое положение
Село Марьевка находится на правом берегу реки Большая Терновка. Выше по течению на расстоянии в 1 км расположено село Новая Русь, ниже по течению на расстоянии в 3 км расположено село Зелёная Долина, на противоположном берегу — село Коховка.